# Stor-Hundtjärnen (Sävars socken, Västerbotten)
Stor-Hundtjärnen är en sjö i Umeå kommun i Västerbotten och ingår i Sävaråns huvudavrinningsområde. Sjön har en area på 0,0757 kvadratkilometer och ligger 248 meter över havet. Stor-Hundtjärnen ligger i Sävarån Natura 2000-område.

## Delavrinningsområde
Stor-Hundtjärnen ingår i det delavrinningsområde (714232-170388) som SMHI kallar för Mynnar i Sävarån. Medelhöjden är 284 meter över havet och ytan är 15,53 kvadratkilometer. Det finns inga avrinningsområden uppströms utan avrinningsområdet är högsta punkten. Vattendraget som avvattnar avrinningsområdet har biflödesordning 2, vilket innebär att vattnet flödar genom totalt 2 vattendrag innan det når havet efter 76 kilometer. Avrinningsområdet består mestadels av skog (74 procent) och sankmarker (23 procent). Avrinningsområdet har 0,15 kvadratkilometer vattenytor vilket ger det en sjöprocent på 1 procent.